# Sedimentární geologie

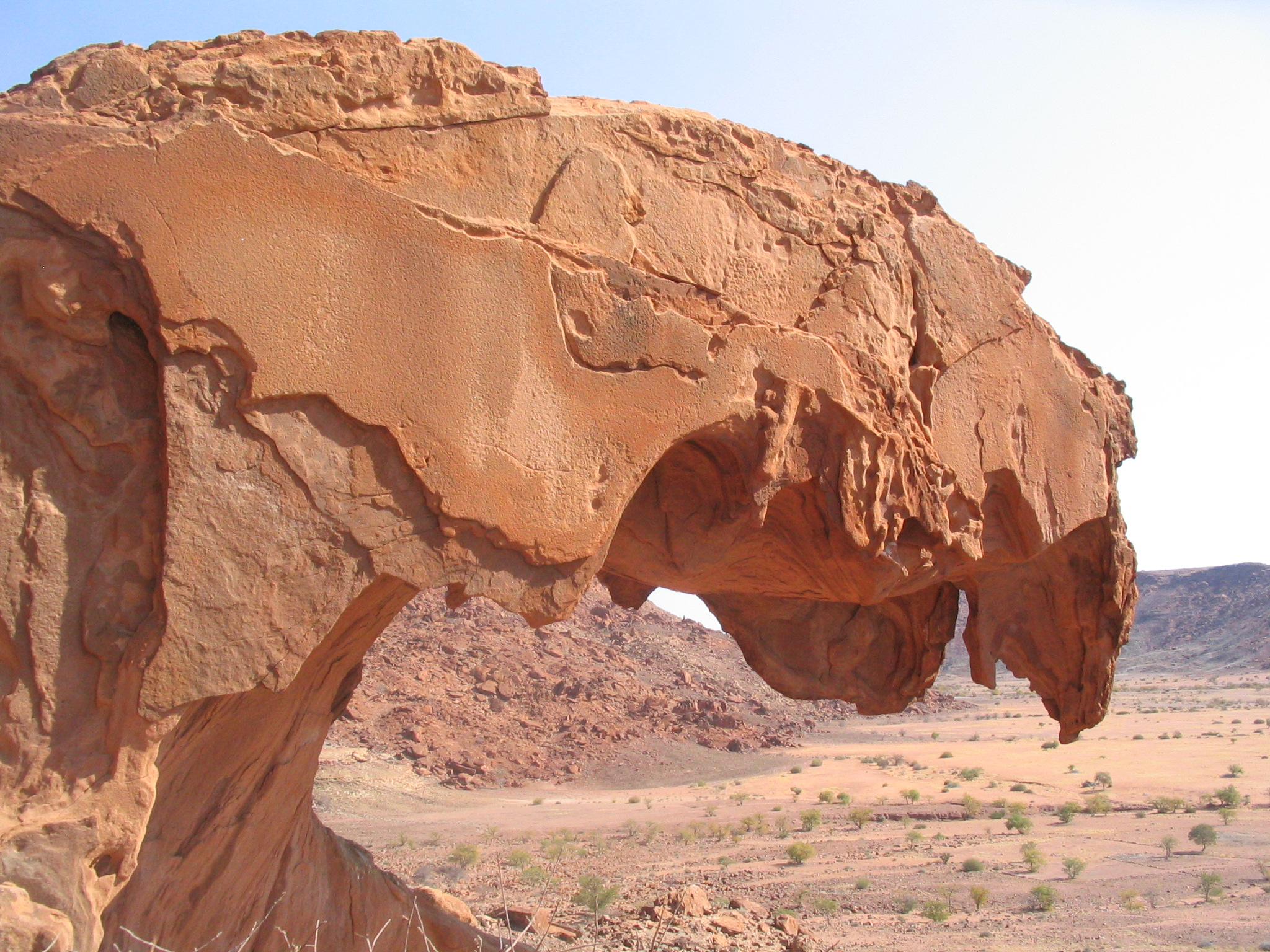
Sedimentární hornina – pískovec

Sedimentární geologie je věda zabývající se studiem sedimentárních hornin a struktury v nich obsažené. Stanovuje podmínky vzniku hornin ze studia složení a struktur. Svými výsledky přispívá k poznání prostředí, ve kterém daný sediment vznikal. V geologii popisuje sedimentace proces ukládání pevných látek. Usazeniny, které tak vzniknou, se nazývají sedimenty.

## Vznik sedimentárních hornin
- Zvětrávání hornin
- Transport zvětralého materiálu transportními činiteli jako je voda, vzduch či ledovec, zvětralý materiál má podobu klastických částic nebo roztoku.
- Sedimentace přeneseného materiálu v prostředích různého charakteru, může jít o usazování pevného materiálu nebo o srážení minerálů z roztoku.
- Zpevňování (diageneze) usazeného materiálu, a to buď stlačením (kompakcí) vlivem tíhy materiálu nebo tzv. cementací, při níž dochází k vysrážení některého minerálu. Takto vzniklá hornina je např. pískovec nebo slepenec ze štěrku.

## Textury sedimentárních hornin
Většina sedimentárních hornin je typická vrstvenou texturou související s jejich vznikem, častá je i textura pórovitá, kde velikost pórů je v řádech milimetrů. Sedimenty lze jednoduše dělit na štěrkovité, hlinité, jílovité a písčité. Stupeň zpevnění původních zemin (štěrkovitých, písčitých a jílovitých) má velký vliv na fyzikální, mechanické i deformační a hydraulické vlastnosti hornin. Způsob, jakým pojivo vyplňuje prostor mezi zrny, je rovněž důležitým texturním hlediskem klastických sedimentů. Rozlišují se tyto základní typy pojiva:
- kontaktní – zrna jsou spojena jen na styku, v hornině je velké množství pórů a hornina je propustná pro vodu podle průlin mezi zrny
- povlakové – zrna jsou obalena po celém obvodu pojivem, ale mezi zrny jsou zachovány póry, označuje se též obalný tmel
- pórové – vyplňuje póry mezi dotýkajícími se zrny
- výplňové – vyplňuje póry mezi zrny, která již dříve byla stmelena starším pojivem (např. dotykovým), jedná se proto o mladší generaci tmelu, která může přispět ke zpevnění horniny
- bazální – pojivo převažuje nad klastickými částicemi, které jsou v něm roztroušeny a vzájemně se nedotýkají
- korozní – zrna jsou korodována tmelem a mají proto nepravidelný až zubovitě laločnatý povrch
- regenerační – vzniká orientovaným obrůstáním klastických zrn tmelem stejného složení, tím dochází k dokonalému spojení a ke zvýšení pevnosti horniny

U organogenních sedimentů se nejčastěji vyskytuje textura organogenní, jsou-li v hornině zachovány celé schránky organizmů, které se podílely na jejím vzniku.

## Sedimentační prostředí
Sedimentace probíhá jak na pevnině, tak v mořích, ale převažuje mořská sedimentace. Podle toho kde k sedimentaci dochází se mění způsob sedimentace i charakter sedimentu. Na souši jsou rozhodujícím faktorem klimatické podmínky např. prudké střídání teplot, déšť či vítr.  V mořích probíhá usazování chemickou i biochemickou cestou, ale i mechanickým tříděním klastických částic přinesených z pevniny.